# Йосеф Лапід
Йосеф (Томмі) Лапід (івр. יוסף (טומי) לפיד; 27 грудня 1931 — 1 червня 2008) — ізраїльський журналіст, політик. Колишній голова ліберально-секуляристської партії. У коаліційному уряді Арієля Шарона був заступником прем'єр-міністра і міністром юстиції.

## Біографія
Народився як Томислав Лампел у м. Нові-Сад, Югославія (теперішня Сербія). Частину дитинства провів в єврейському гетто в Будапешті. Після війни у 1948 р. 17 річним хлопцем емігрував до Ізраїлю. У 1955 р. почав працювати журналістом у журналі Маарів, де пропрацював 44 роки від журналіста до головного редактора. Пізніше став головою Ізраїльського телерадіомовного комітету і Асоціації кабельних компаній. Як журналіст Йосеф Лапід не тільки часто дописував до різних ізраїльських видань, але також вів декілька полемічних ток-шоу на телебаченні та на радіо. У своїх передачах і в подальшій політичній діяльності Лапід відзначався своєю критикою праворадикальних релігійних партій та політиків.

## Політична діяльність
Приєднання Йосефа Лапіда до партії «Шиннуй» надало їй нової популярності і вивело її на третє місце в рейтингу популярності ізраїльських партій. На виборах 1999 року вона отримала 6 місць в парламенті, а вже в 2003 році кількість здобутих місць в парламенті збільшилася до 15 зі 120 можливих. У парламенті Лапід працював в підкомітеті з міжнародних справ.
2003 року він увійшов до коаліції прем'єр-міністра Арієля Шарона, де став заступником прем'єр-міністра та міністром юстиції. Пізніше коаліція розпалася і 2004 року Й. Лапід став лідером опозиції в парламенті.
2006 року в перегонах на лідерство в партії «Шиннуй» він зазнав поразки і відійшов від політики.
З 2005 року Й. Лапід жив у Тель-Авіві. 1 червня 2008 року політик помер унаслідок ракового захворювання.